# Jonathan Sexton
Jonathan "Johnny" Sexton (11. juli 1985) er en irsk rugby unions spiller. Han spiller som fly-half for Leinster Rugby klub og det irske rugby landshold. Derudover var han udvalgt til at spille for British and Irish Lions i både 2013 og 2017. Han har allerede scoret over 700 point i sin internationale karriere  og er den højest pointtscorende i Leinsters historie 

## Tidlige år
Sexton blev født i Dublin i 1985. Hans far, John, og onkel, William, var også rugbyspillere. Han blev student fra St Mary’s College i Rathmines, Dublin, og har en bachelor i forretningsledelse fra University College Dublin

## Klubkarriere
Sexton begyndte sin karriere at spiller mod Border Reivers i 2005 hvor han var udskifter. Men det var i 2007-08 sæson når han først fik en plads i startopstillingen for Leinster. Han startede inde i finalen i 2009 mod Leicester Tigers, hvor Leinster vandt 19-16.. Han spillede for Leinster indtil 2013. I januar 2013 skiftede han til Racing 92 i Frankrig, og blev der indtil 2015. Siden 2015 har han spillet for Leinster igen. Han har en kontrakt med Leinster, der løber indtil november 2019.

## International karriere
Karrieren startede i 2008, hvor han blev valgt til at spille i 2008 Six Nations, men han gik glip af turneringen, da han blev skadet i en kamp for Leinster. Han spillede sin første kamp mod Fiji i Dublin den 21. november 2009. Sexton blev valgt imod dengang almindelig flyhalf Ronan O’Gara mod verdensmesterskaber Sydafrika. I denne kamp sparkede han 15 point og Irland vandt 15-10. Efter spillet fandt man ud af, at han havde brækket to fingre i løbet af kampen. Sexton blev Irlands førstevalg som fly-half, da tidligere fly-half Ronan O’Gara spillede sin sidste kamp i 2013.
Sexton spillede en afgørende rolle i Irlands 2014 Six Nations sejr. Han scorede 17 af Irlands 22 point imod Frankrig i deres sidste turneringsspil det år.
I 2018 Six Nations turneringen har han scoret et dropspark imod Frankrig i 83ende minut der gav Irland en 15-13 sejr. Irland vandt alle deres Six Nations spil det år, en såkaldt Grand Slam.